# Solanum infuscatum
Solanum infuscatum är en potatisväxtart som beskrevs av Symon. Solanum infuscatum ingår i släktet skattor som ingår i familjen potatisväxter. Inga underarter finns listade i Catalogue of Life.